# Flughafen Hua Hin

i7
```
   
i7.2
```

i11
i13
Der Flughafen Hua Hin (thailändisch ท่าอากาศยานหัวหิน IATA-Code: HHQ, ICAO-Code: VTPH) ist ein Regionalflughafen in Hua Hin, Provinz Prachuap Khiri Khan, in Zentralthailand.

## Lage und Allgemeines
Der Flughafen liegt unmittelbar an der Küste sowie an der Grenze der Provinz Prachuap Khiri Khan und der Provinz Phetchaburi.
Die Startbahn überquert die Thanon Phetkasem mittels eines Brückenbauwerkes.

## Fluggesellschaften und Flugziele
Hua Hin wurde bis 2017 ausschließlich von der Kan Air angeflogen, es gab nur drei wöchentliche Direktverbindungen nach Chiang Mai; ansonsten verkehren nur Privatflugzeuge im Inlandsverkehr. Die früheren Flüge nach Bangkok und Pattaya wurden bereits 2015 eingestellt.
Aktuell gibt es eine Route ab/bis Hua Hin (HHQ) welche von Thai AirAsia mit der Flugnummer FD3900/FD3901 angeboten wird.
Angesteuert wird Chiang Mai (CNX) an den Tagen Mo/Mi/Fr/So. Weiterhin gibt es regen Flugverkehr mit Privatjets und der Thai Royal Air Force. Regelmäßig wird Hua Hin (HHQ) von der REGA, der IFA und dem ADAC Ambulanzjet angesteuert.